# Lijst van wijken en buurten in Nederland
Voor de Nederlandse gemeenten hanteert het CBS een statistische wijk- en buurtindeling. De volgende artikelen beschrijven deze wijken en buurten per gemeente:
- Wijken en buurten in Aa en Hunze
- Wijken en buurten in Aalburg
- Wijken en buurten in Aalsmeer
- Wijken en buurten in Aalten
- Wijken en buurten in Abcoude
- Wijken en buurten in Achtkarspelen
- Wijken en buurten in Alblasserdam
- Wijken en buurten in Albrandswaard
- Wijken en buurten in Alkmaar
- Wijken en buurten in Almelo
- Wijken en buurten in Almere
- Wijken en buurten in Alphen-Chaam
- Wijken en buurten in Alphen aan den Rijn
- Wijken en buurten in Ameland
- Wijken en buurten in Amersfoort
- Wijken en buurten in Amstelveen
- Wijken en buurten in Amsterdam
- Wijken en buurten in Andijk
- Wijken en buurten in Anna Paulowna
- Wijken en buurten in Apeldoorn
- Wijken en buurten in Appingedam
- Wijken en buurten in Arcen en Velden
- Wijken en buurten in Arnhem
- Wijken en buurten in Assen
- Wijken en buurten in Asten
- Wijken en buurten in Baarle-Nassau
- Wijken en buurten in Baarn
- Wijken en buurten in Barendrecht
- Wijken en buurten in Barneveld
- Wijken en buurten in Bedum
- Wijken en buurten in Beek
- Wijken en buurten in Beemster
- Wijken en buurten in Beesel
- Wijken en buurten in Bellingwedde
- Wijken en buurten in Bergambacht
- Wijken en buurten in Bergeijk
- Wijken en buurten in Bergen (Limburg)
- Wijken en buurten in Bergen (Noord-Holland)
- Wijken en buurten in Bergen op Zoom
- Wijken en buurten in Berkelland
- Wijken en buurten in Bernheze
- Wijken en buurten in Bernisse
- Wijken en buurten in Best
- Wijken en buurten in Beuningen
- Wijken en buurten in Beverwijk
- Wijken en buurten in Binnenmaas
- Wijken en buurten in Bladel
- Wijken en buurten in Blaricum
- Wijken en buurten in Bloemendaal
- Wijken en buurten in Boarnsterhim
- Wijken en buurten in Bodegraven
- Wijken en buurten in Boekel
- Wijken en buurten in Bolsward
- Wijken en buurten in Boornsterhem
- Wijken en buurten in Borger-Odoorn
- Wijken en buurten in Borne
- Wijken en buurten in Borsele
- Wijken en buurten in Boskoop
- Wijken en buurten in Boxmeer
- Wijken en buurten in Boxtel
- Wijken en buurten in Breda
- Wijken en buurten in Breukelen
- Wijken en buurten in Brielle
- Wijken en buurten in Bronckhorst
- Wijken en buurten in Brummen
- Wijken en buurten in Brunssum
- Wijken en buurten in Bunnik
- Wijken en buurten in Bunschoten
- Wijken en buurten in Buren
- Wijken en buurten in Bussum
- Wijken en buurten in Capelle aan den IJssel
- Wijken en buurten in Castricum
- Wijken en buurten in Coevorden
- Wijken en buurten in Cranendonck
- Wijken en buurten in Cromstrijen
- Wijken en buurten in Cuijk
- Wijken en buurten in Culemborg
- Wijken en buurten in Dalfsen
- Wijken en buurten in Dantumadeel
- Wijken en buurten in De Bilt
- Wijken en buurten in De Marne
- Wijken en buurten in De Ronde Venen
- Wijken en buurten in De Wolden
- Wijken en buurten in Delft
- Wijken en buurten in Delfzijl
- Wijken en buurten in Den Haag
- Wijken en buurten in Den Helder
- Wijken en buurten in Deurne
- Wijken en buurten in Deventer
- Wijken en buurten in Diemen
- Wijken en buurten in Dinkelland
- Wijken en buurten in Dirksland
- Wijken en buurten in Doesburg
- Wijken en buurten in Doetinchem
- Wijken en buurten in Dongen
- Wijken en buurten in Dongeradeel
- Wijken en buurten in Dordrecht
- Wijken en buurten in Drechterland
- Wijken en buurten in Drimmelen
- Wijken en buurten in Dronten
- Wijken en buurten in Druten
- Wijken en buurten in Duiven
- Wijken en buurten in Echt-Susteren
- Wijken en buurten in Edam-Volendam
- Wijken en buurten in Ede
- Wijken en buurten in Eemnes
- Wijken en buurten in Eemsmond
- Wijken en buurten in Eersel
- Wijken en buurten in Eijsden
- Wijken en buurten in Eindhoven
- Wijken en buurten in Elburg
- Wijken en buurten in Emmen
- Wijken en buurten in Enkhuizen
- Wijken en buurten in Enschede
- Wijken en buurten in Epe
- Wijken en buurten in Ermelo
- Wijken en buurten in Etten-Leur
- Wijken en buurten in Ferwerderadeel
- Wijken en buurten in Franekeradeel
- Wijken en buurten in Gaasterland-Sloten
- Wijken en buurten in Geertruidenberg
- Wijken en buurten in Geldermalsen
- Wijken en buurten in Geldrop-Mierlo
- Wijken en buurten in Gemert-Bakel
- Wijken en buurten in Gennep
- Wijken en buurten in Giessenlanden
- Wijken en buurten in Gilze en Rijen
- Wijken en buurten in Goedereede
- Wijken en buurten in Goes
- Wijken en buurten in Goirle
- Wijken en buurten in Gorinchem
- Wijken en buurten in Gouda
- Wijken en buurten in Graafstroom
- Wijken en buurten in Graft-De Rijp
- Wijken en buurten in Grave
- Wijken en buurten in Groesbeek
- Wijken en buurten in Groningen
- Wijken en buurten in Grootegast
- Wijken en buurten in Gulpen-Wittem
- Wijken en buurten in Haaksbergen
- Wijken en buurten in Haaren
- Wijken en buurten in Haarlem
- Wijken en buurten in Haarlemmerliede en Spaarnwoude
- Wijken en buurten in Haarlemmermeer
- Wijken en buurten in Halderberge
- Wijken en buurten in Hardenberg
- Wijken en buurten in Harderwijk
- Wijken en buurten in Hardinxveld-Giessendam
- Wijken en buurten in Haren
- Wijken en buurten in Harenkarspel
- Wijken en buurten in Harlingen
- Wijken en buurten in Hattem
- Wijken en buurten in Heemskerk
- Wijken en buurten in Heemstede
- Wijken en buurten in Heerde
- Wijken en buurten in Heerenveen
- Wijken en buurten in Heerhugowaard
- Wijken en buurten in Heerlen
- Wijken en buurten in Heeze-Leende
- Wijken en buurten in Heiloo
- Wijken en buurten in Helden
- Wijken en buurten in Hellendoorn
- Wijken en buurten in Hellevoetsluis
- Wijken en buurten in Helmond
- Wijken en buurten in Hendrik-Ido-Ambacht
- Wijken en buurten in Hengelo
- Wijken en buurten in 's-Hertogenbosch
- Wijken en buurten in het Bildt
- Wijken en buurten in Heumen
- Wijken en buurten in Heusden
- Wijken en buurten in Hillegom
- Wijken en buurten in Hilvarenbeek
- Wijken en buurten in Hilversum
- Wijken en buurten in Hof van Twente
- Wijken en buurten in Hoogeveen
- Wijken en buurten in Hoogezand-Sappemeer
- Wijken en buurten in Hoorn
- Wijken en buurten in Horst aan de Maas
- Wijken en buurten in Houten
- Wijken en buurten in Huizen
- Wijken en buurten in Hulst
- Wijken en buurten in IJsselstein
- Wijken en buurten in Kaag en Braassem
- Wijken en buurten in Kampen
- Wijken en buurten in Kapelle
- Wijken en buurten in Katwijk
- Wijken en buurten in Kerkrade
- Wijken en buurten in Kessel
- Wijken en buurten in Koggenland
- Wijken en buurten in Kollumerland en Nieuwkruisland
- Wijken en buurten in Korendijk
- Wijken en buurten in Krimpen aan den IJssel
- Wijken en buurten in Laarbeek
- Wijken en buurten in Landerd
- Wijken en buurten in Landgraaf
- Wijken en buurten in Landsmeer
- Wijken en buurten in Langedijk
- Wijken en buurten in Lansingerland
- Wijken en buurten in Laren
- Wijken en buurten in Leek
- Wijken en buurten in Leerdam
- Wijken en buurten in Leeuwarden
- Wijken en buurten in Leeuwarderadeel
- Wijken en buurten in Leiden
- Wijken en buurten in Leiderdorp
- Wijken en buurten in Leidschendam-Voorburg
- Wijken en buurten in Lelystad
- Wijken en buurten in Lemsterland
- Wijken en buurten in Leudal
- Wijken en buurten in Leusden
- Wijken en buurten in Liesveld
- Wijken en buurten in Lingewaal
- Wijken en buurten in Lingewaard
- Wijken en buurten in Lisse
- Wijken en buurten in Lith
- Wijken en buurten in Littenseradeel
- Wijken en buurten in Lochem
- Wijken en buurten in Loenen
- Wijken en buurten in Loon op Zand
- Wijken en buurten in Lopik
- Wijken en buurten in Loppersum
- Wijken en buurten in Losser
- Wijken en buurten in Maarssen
- Wijken en buurten in Maasbree
- Wijken en buurten in Maasdonk
- Wijken en buurten in Maasdriel
- Wijken en buurten in Maasgouw
- Wijken en buurten in Maassluis
- Wijken en buurten in Maastricht
- Wijken en buurten in Margraten
- Wijken en buurten in Marum
- Wijken en buurten in Medemblik
- Wijken en buurten in Meerlo-Wanssum
- Wijken en buurten in Meerssen
- Wijken en buurten in Meijel
- Wijken en buurten in Menaldumadeel
- Wijken en buurten in Menterwolde
- Wijken en buurten in Meppel
- Wijken en buurten in Middelburg
- Wijken en buurten in Middelharnis
- Wijken en buurten in Midden-Delfland
- Wijken en buurten in Midden-Drenthe
- Wijken en buurten in Midden-Groningen
- Wijken en buurten in Mill en Sint Hubert
- Wijken en buurten in Millingen aan de Rijn
- Wijken en buurten in Moerdijk
- Wijken en buurten in Montferland
- Wijken en buurten in Montfoort
- Wijken en buurten in Mook en Middelaar
- Wijken en buurten in Moordrecht
- Wijken en buurten in Muiden
- Wijken en buurten in Naarden
- Wijken en buurten in Neder-Betuwe
- Wijken en buurten in Nederlek
- Wijken en buurten in Nederweert
- Wijken en buurten in Neerijnen
- Wijken en buurten in Niedorp
- Wijken en buurten in Nieuw-Lekkerland
- Wijken en buurten in Nieuwegein
- Wijken en buurten in Nieuwerkerk aan den IJssel
- Wijken en buurten in Nieuwkoop
- Wijken en buurten in Nijefurd
- Wijken en buurten in Nijkerk
- Wijken en buurten in Nijmegen
- Wijken en buurten in Noord-Beveland
- Wijken en buurten in Noordenveld
- Wijken en buurten in Noordoostpolder
- Wijken en buurten in Noordwijk
- Wijken en buurten in Noordwijkerhout
- Wijken en buurten in Nuenen, Gerwen en Nederwetten
- Wijken en buurten in Nunspeet
- Wijken en buurten in Nuth
- Wijken en buurten in Oegstgeest
- Wijken en buurten in Oirschot
- Wijken en buurten in Oisterwijk
- Wijken en buurten in Oldebroek
- Wijken en buurten in Oldenzaal
- Wijken en buurten in Olst-Wijhe
- Wijken en buurten in Ommen
- Wijken en buurten in Onderbanken
- Wijken en buurten in Oost Gelre
- Wijken en buurten in Oosterhout
- Wijken en buurten in Oostflakkee
- Wijken en buurten in Ooststellingwerf
- Wijken en buurten in Oostzaan
- Wijken en buurten in Opmeer
- Wijken en buurten in Opsterland
- Wijken en buurten in Oss
- Wijken en buurten in Oud-Beijerland
- Wijken en buurten in Oude IJsselstreek
- Wijken en buurten in Ouder-Amstel
- Wijken en buurten in Ouderkerk
- Wijken en buurten in Oudewater
- Wijken en buurten in Overbetuwe
- Wijken en buurten in Papendrecht
- Wijken en buurten in Pekela
- Wijken en buurten in Pijnacker-Nootdorp
- Wijken en buurten in Purmerend
- Wijken en buurten in Putten
- Wijken en buurten in Raalte
- Wijken en buurten in Reeuwijk
- Wijken en buurten in Reimerswaal
- Wijken en buurten in Renkum
- Wijken en buurten in Renswoude
- Wijken en buurten in Reusel-De Mierden
- Wijken en buurten in Rheden
- Wijken en buurten in Rhenen
- Wijken en buurten in Ridderkerk
- Wijken en buurten in Rijnwaarden
- Wijken en buurten in Rijnwoude
- Wijken en buurten in Rijssen-Holten
- Wijken en buurten in Rijswijk
- Wijken en buurten in Roerdalen
- Wijken en buurten in Roermond
- Wijken en buurten in Roosendaal
- Wijken en buurten in Rotterdam
- Wijken en buurten in Rozendaal
- Wijken en buurten in Rucphen
- Wijken en buurten in Schagen
- Wijken en buurten in Scharsterland
- Wijken en buurten in Schermer
- Wijken en buurten in Scherpenzeel
- Wijken en buurten in Schiedam
- Wijken en buurten in Schiermonnikoog
- Wijken en buurten in Schijndel
- Wijken en buurten in Schinnen
- Wijken en buurten in Schoonhoven
- Wijken en buurten in Schouwen-Duiveland
- Wijken en buurten in Sevenum
- Wijken en buurten in Simpelveld
- Wijken en buurten in Sint-Michielsgestel
- Wijken en buurten in Sint-Oedenrode
- Wijken en buurten in Sint Anthonis
- Wijken en buurten in Sittard-Geleen
- Wijken en buurten in Sliedrecht
- Wijken en buurten in Slochteren
- Wijken en buurten in Sluis
- Wijken en buurten in Smallingerland
- Wijken en buurten in Sneek
- Wijken en buurten in Soest
- Wijken en buurten in Someren
- Wijken en buurten in Son en Breugel
- Wijken en buurten in Spijkenisse
- Wijken en buurten in Stadskanaal
- Wijken en buurten in Staphorst
- Wijken en buurten in Stede Broec
- Wijken en buurten in Steenbergen
- Wijken en buurten in Steenwijkerland
- Wijken en buurten in Stein
- Wijken en buurten in Strijen
- Wijken en buurten in Ten Boer
- Wijken en buurten in Terneuzen
- Wijken en buurten in Terschelling
- Wijken en buurten in Texel
- Wijken en buurten in Teylingen
- Wijken en buurten in Tholen
- Wijken en buurten in Tiel
- Wijken en buurten in Tilburg
- Wijken en buurten in Tubbergen
- Wijken en buurten in Twenterand
- Wijken en buurten in Tynaarlo
- Wijken en buurten in Tytsjerksteradiel
- Wijken en buurten in Ubbergen
- Wijken en buurten in Uden
- Wijken en buurten in Uitgeest
- Wijken en buurten in Uithoorn
- Wijken en buurten in Urk
- Wijken en buurten in Utrecht
- Wijken en buurten in Utrechtse Heuvelrug
- Wijken en buurten in Vaals
- Wijken en buurten in Valkenburg aan de Geul
- Wijken en buurten in Valkenswaard
- Wijken en buurten in Veendam
- Wijken en buurten in Veenendaal
- Wijken en buurten in Veere
- Wijken en buurten in Veghel
- Wijken en buurten in Veldhoven
- Wijken en buurten in Velsen
- Wijken en buurten in Venlo
- Wijken en buurten in Venray
- Wijken en buurten in Vianen
- Wijken en buurten in Vlaardingen
- Wijken en buurten in Vlagtwedde
- Wijken en buurten in Vlieland
- Wijken en buurten in Vlissingen
- Wijken en buurten in Vlist
- Wijken en buurten in Voerendaal
- Wijken en buurten in Voorschoten
- Wijken en buurten in Voorst
- Wijken en buurten in Vught
- Wijken en buurten in Waalre
- Wijken en buurten in Waalwijk
- Wijken en buurten in Waddinxveen
- Wijken en buurten in Wageningen
- Wijken en buurten in Wassenaar
- Wijken en buurten in Waterland
- Wijken en buurten in Weert
- Wijken en buurten in Weesp
- Wijken en buurten in Werkendam
- Wijken en buurten in Wervershoof
- Wijken en buurten in West Maas en Waal
- Wijken en buurten in Westerveld
- Wijken en buurten in Westervoort
- Wijken en buurten in Westland
- Wijken en buurten in Weststellingwerf
- Wijken en buurten in Westvoorne
- Wijken en buurten in Wierden
- Wijken en buurten in Wieringen
- Wijken en buurten in Wijchen
- Wijken en buurten in Wijdemeren
- Wijken en buurten in Wijk bij Duurstede
- Wijken en buurten in Winsum
- Wijken en buurten in Winterswijk
- Wijken en buurten in Woensdrecht
- Wijken en buurten in Woerden
- Wijken en buurten in Wonseradeel
- Wijken en buurten in Wormerland
- Wijken en buurten in Woudenberg
- Wijken en buurten in Woudrichem
- Wijken en buurten in Wymbritseradeel
- Wijken en buurten in Zaanstad
- Wijken en buurten in Zaltbommel
- Wijken en buurten in Zandvoort
- Wijken en buurten in Zederik
- Wijken en buurten in Zeevang
- Wijken en buurten in Zeewolde
- Wijken en buurten in Zeist
- Wijken en buurten in Zevenaar
- Wijken en buurten in Zevenhuizen-Moerkapelle
- Wijken en buurten in Zijpe
- Wijken en buurten in Zoetermeer
- Wijken en buurten in Zoeterwoude
- Wijken en buurten in Zuidhorn
- Wijken en buurten in Zundert
- Wijken en buurten in Zutphen
- Wijken en buurten in Zwartewaterland
- Wijken en buurten in Zwijndrecht
- Wijken en buurten in Zwolle